# 1920年至1921年英格蘭足總盃
1920/21球季英格蘭足總盃（英語：FA Cup），是第46屆英格蘭足總盃，今屆賽事的冠軍是熱刺，他們在決賽以1:0擊敗狼隊，奪得冠軍。本屆賽事移師史丹福橋球場舉行。
狼隊當時並非頂級聯賽球隊，殺入決賽惜以一球僅敗。

## 外部連結
1. 英格蘭足總盃官網Archive-It的存檔，存档日期2012-04-24
2. 英格蘭足總盃 歷屆冠軍（页面存档备份，存于）